# Таубе, Михаил Александрович
Барон Михаи́л Алекса́ндрович Та́убе (15 мая 1869, Павловск, Санкт-Петербургская губерния — 29 ноября 1961, Париж, Франция) — русский и французский юрист-международник, историк, государственный деятель. Католик, выходец из старинного шведско-немецкого рода фон Таубе, известного с XIII века, одна из ветвей которого (прибалтийская — остзейская) оказалась на службе у российского престола.

## Биография

### Происхождение
Дед, Фердинанд Иванович Таубе (1805—1870) — российский инженер-путеец, инженер-полковник, действительный статский советник. Отец, Александр Фердинандович (19.08.1834—12.07.1897), выпускник Института инженеров путей сообщения; мать, Анна Яковлевна (урождённая Буторова; 1833—1916).
Приходился родственником Н. К. Рериху.
Братья: Александр (1864—1919), генерал-лейтенант; Яков (1865—?) и его близнец Борис (1865—1941) — военные; Георгий (1867—1868); Сергей (1870—?), инженер-путеец, оставшийся после революции на родине, получил звание Заслуженный железнодорожник СССР.

### Образование и научная деятельность
Родился 3 (15) мая 1869 года. В 1887 году с золотой медалью окончил Шестую петербургскую гимназию, а в 1891 году — юридический факультет Санкт-Петербургского университета с дипломом I-й степени (за работу «Рецепция римского права на Западе»); был оставлен с 1 декабря 1891 года при университете для приготовления к профессорскому званию по кафедре международного права — ученик профессора Ф. Ф. Мартенса; 28 мая 1896 года был утверждён в степени магистра международного права (История зарождения современного международного права. Средние века. Т. I. Введение и часть общая. — СПб., 1894), а 29 ноября 1899 года — доктора международного права (История зарождения современного международного права. Средние века. Т. II. Часть особенная. Принципы мира и права в международных столкновениях средних веков. — Харьков, 1899).
С 1 января 1897 года преподавал в Харьковском университете, в 1903—1911 гг. — в Петербургском университете (сменил на кафедре своего учителя Ф. Ф. Мартенса), в 1909—1917 гг. — в училище Правоведения. Профессор. Был членом-учредителем Российского общества морского права (1905).
Был официальным оппонентом на защите диссертации А. Н. Мандельштама.

### Дипломат
Ещё 2 января 1892 года был причислен к Министерству иностранных дел; работал в юрисконсультской части министерства под руководством Ф. Ф. Мартенса. С 1905 года — вице-директор Второго департамента МИД, затем советник (с 1907), непременный член Совета этого министерства. В 1904—1905 годах принимал участие, в качестве юридического представителя России, в Парижской международной следственной комиссии по делу о Гулльском инциденте, вместе с адмиралом Ф. В. Дубасовым сыграл большую роль в успешной защите российских интересов в этом сложном деле.
В 1908—1909 годах был уполномоченным России на конференции по морскому праву в Лондоне.
С 18 ноября 1909 года был представителем России в Постоянной палате Международного третейского суда в Гааге. Ему приходилось давать многочисленные разъяснения, готовить справки и оказывать консультации по вопросам международного права.
В 1914 году, за несколько недель до начала Первой мировой войны, убедил правительство России изъять из германских банков все хранившееся там российское золото.

### Государственный деятель
С 22 апреля 1911 года был товарищем министра народного просвещения Л. А. Кассо; придерживался консервативных политических взглядов. После смерти Кассо, с 19 октября 1914 по 11 января 1915 года временно управлял министерством. Неоднократно выступал в Государственной Думе (по вопросу о выделении из Царства Польского Холмской губернии в 1912 году и др.). Участвовал в разработке закона о введении всеобщего начального обучения.
Был назначен 11 февраля 1915 года сенатором с чином тайного советника; 1 января 1917 года стал членом Государственного Совета по назначению, член фракции правых.

### Историк
Был действительным членом Императорского Исторического общества (1912), Императорского Общества ревнителей исторического просвещения (1914), почётным членом Московского археологического института (1912), Витебской (1909), Тульской (1913) и Псковской (1916) губернских учёных архивных комиссий и Псковского археологического общества (1916).
Профессионально занимался генеалогией, автор исследований по истории родов фон Таубе и фон Икскюль. Сталл одним из главных разработчиков Устава Русского генеалогического общества (1897), был его членом-учредителем; 15 марта 1914 года был избран товарищем председателя этого общества. С 14 мая 1905 года — действительный член Историко-родословного общества в Москве.
Автор научных работ, посвященных происхождению русского государства и крещению Руси, взаимоотношениям Руси и католической церкви. Проводил исследования родословной семьи Рерихов.

### Общественная деятельность
Был действительным членом Санкт-Петербургского философского общества (1906), почётным членом Общества классической филологии и педагогики в Санкт-Петербурге (1913). В эмиграции издал сборник стихотворений «Видения и думы».
М. А. Таубе был известным деятелем антивоенного движения. Входил в правление Петербургского общества мира. В ряде работ, написанных до и после революции 1917 г. («Христианство и вечный мир», «Вечный мир или вечная война; мысли о Лиге Наций») Таубе рассматривал проблему достижения вечного мира.
Вице-президент Комитета Общества друзей культуры, Русской секции Французской ассоциации друзей Музея Рериха, председатель Русской Ассоциации Общества Рериха в Париже, личный представитель Николая Рериха в Европе, генеральный делегат и председатель отдела Музея Рериха в Нью-Йорке, организатор и председатель Особого Комитета Пакта Рериха при Европейском центре.
Активно готовил подписание Международного Пакта по охране культурных и исторических ценностей (Пакт Рериха и Знамя Мира) в конце 20-х начале 30-х годов в Европе и США, который был подписан в США 15 апреля 1935 года, и на основе которого в Гааге в 1954 году была подписана конвенция по охране и защите культурных ценностей во время военных конфликтов.

### Эмиграция
С 1917 года — в эмиграции. Член Особого комитета по делам русских в Финляндии (1918), министр иностранных дел в сформированном в Финляндии правительстве в изгнании под руководством А. Ф. Трепова (1918). Затем жил в Швеции (читал лекции по истории международных отношений и международного права в Упсальском университете) и Германии. С 1928 года жил в Париже, где преподавал в филиале Русского института при юридическом факультете Парижского университете и в Европейском центре Фонда Карнеги за международный мир. Входил в состав ученого совета Русского научного института в Берлине, читал лекции в ряде университетов Германии и Бельгии. Продолжал заниматься исследованием вопросов международного права. Член Академии международного права в Гааге. В 1932—1937 — профессор Мюнстерского университета (Германия), после расторжения с ним контракта (по особому предписанию из Берлина) вернулся в Париж.
Член Высшего Монархического Совета и Общества «Икона» в Париже. В 1930-е годы был юрисконсультом великого князя Кирилла Владимировича. Он принимал участие в разработке нового устава об Императорской фамилии в редакции, которой придерживались великие князья Кирилл Владимирович и Владимир Кириллович.
Вошел в состав образованной 1 декабря 1951 года Центральной генеалогической комиссии, учрежденной для принятия мер по пресечению самозванства, устройства третейского сословного суда, общей регистрации дворянских фамилий, для издания сборника российского титулованного и нетитулованного дворянства и вообще для сосредоточения в одном учреждении всего, что касается русского дворянства, куда заинтересованные лица могли бы обращаться и получать официальную информацию в соответствии с законами Российской империи. Был членом Русского историко-родословного общества в Америке.
Прихожанин храма Святой Троицы в Париже, участник Русского апостолата, публиковался в бюллетене «Наш приход».
Умер 29 ноября 1961 года в Париже.

## Семья
Женился в 1897 году на Раисе Владимировне Рогаля-Качура (29.09.1879—09.06.1962). Их дети: дочери Нина (1898—?), Елена (15.02.1902—30.04.1966), Анна (1909—?) и Мария (1909—?).